# トレント級重巡洋艦
| トレント級重巡洋艦 | トレント級重巡洋艦 |
| ------------------ | --- |
| 竣工当時のトレント | |
| 艦級概観           | |
| 艦種               | 重巡洋艦 |
| 艦名               | 都市名（第一次世界大戦後に併合した「未回収のイタリア」の地名） |
| 前級               | 装甲巡洋艦サン・ジョルジョ級 |
| 次級               | ザラ級 |
| 性能諸元           | |
| 排水量             | 基準：10,500トン 常備：13,114トン 満載：13,548トン |
| 全長               | 196.9m 194.0m（水線長） |
| 全幅               | 20.6m |
| 吃水               | 6.8m |
| 機関               | ヤーロー式重油専焼水管缶12基 +パーソンズ式ギヤード・タービン4基4軸推進 |
| 最大 出力          | 150,000hp |
| 最大 速力          | 35.0ノット （公試時：38.1ノット） |
| 航続 距離          | 25ノット/3,200海里 16ノット/4,160海里 |
| 燃料               | 重油：3,000トン |
| 乗員               | 723名 |
| 兵装               | Models 1924 20.3cm（50口径）連装砲4基 Models 1924 10cm（47口径）連装高角砲8基 Models 1917 4cm（39口径）単装機関砲4基 Model 1931 13.2mm（75.7口径）単装機銃4基 53.3cm連装魚雷発射管4基 |
| 装甲               | 舷側：70mm（水線部） 甲板：50mm 主砲塔：100mm（前盾） 主砲バーベット：152mm 司令塔：76～100mm                                                                                         |
| 航空 兵装          | Piaggio P6水上機3機 固定式艦首カタパルト1基 |

トレント級重巡洋艦 (Incrociatori pesanti Classe Trento) は、イタリア王立海軍 (Regia Marina) がワシントン海軍軍縮条約締結後に最初に建造した巡洋艦の艦級である。2隻（トレント、トリエステ）が建造された。その艦名は第一次世界大戦でイタリアが獲得した二つの都市、トレントとトリエステにちなむ。ロンドン海軍軍縮条約が締結されると、重巡洋艦に類別された。
なお、準同型艦にボルツァーノ (Incrociatore pesante Bolzano) がある。またアルゼンチン海軍の発注により、本級の改良型としてベインティシンコ・デ・マヨ級重巡洋艦がイタリアで建造・輸出された。

## 概要
第一次大戦後にオーストリア＝ハンガリー帝国海軍の解体後、イタリア海軍は地中海を挟んで対峙するフランス海軍を仮想敵に定めた。フランス海軍が世界大戦後に建造を開始した条約型巡洋艦（デュケーヌ級、シュフラン級）は、どちらかといえば速力重視だった。
さらに地中海の要所（ジブラルタル、英領マルタ、アレキサンドリア）を拠点とするイギリス海軍の地中海艦隊も展開しており、同海軍の条約型巡洋艦（ケント級重巡洋艦）に対処する必要もあった。
これら仮想敵国の巡洋艦に対抗するため、トレント級はワシントン条約制限一杯の8インチ（20.3cm）砲を搭載した条約型巡洋艦として建造されたが、基準排水量は制限の1万tを超過していた。ただし対外的には基準排水量10,000トンと公表している。
なおフランス海軍は高速かつ強力な兵装を持つ大型駆逐艦を揃えており、イタリア海軍の小型駆逐艦では対抗が難しかった。そのため大型駆逐艦に対抗可能な火力と速力を持つ高速軽防御の軽巡洋艦を建造する事とした。この1927／1928年計画で建造された二等巡洋艦がアルベルト・ディ・ジュッサーノ級軽巡洋艦である。

## 艦形

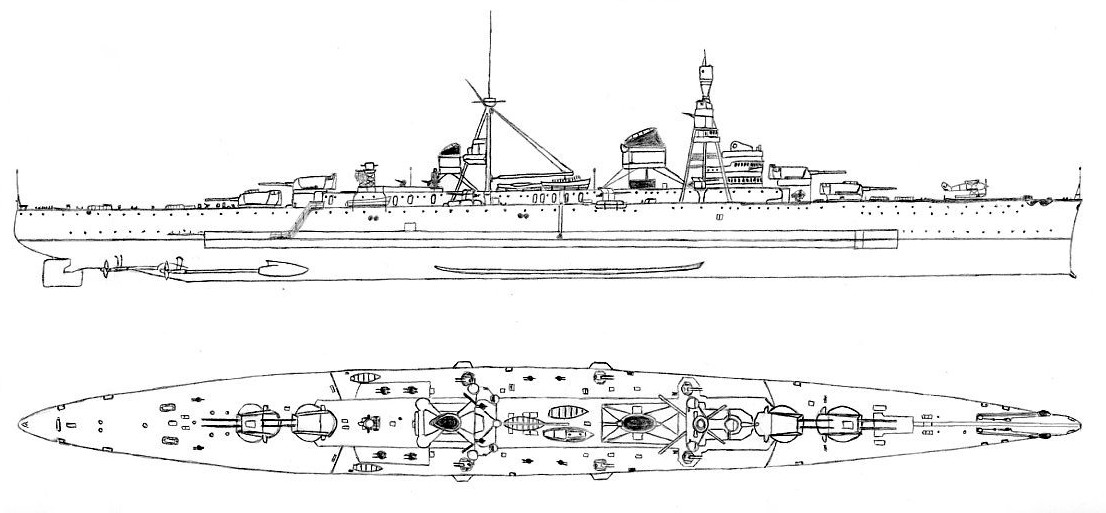
トレント級の艦形を示した図。

トレント級は高速を発揮を発揮しやすくするために、同時期のイギリス海軍の巡洋艦と同じく縦横の比率の強い細長い船体形状を採用していた。艦首水線下には初期からバルバス・バウを採用していた。艦首構造の内部に水上機格納庫を持ち、水上機は艦首甲板上に埋め込まれた固定式カタパルトから射出される。その後部から主砲を箱型の連装砲塔に納め、1・2番主砲塔を背負い式で2基が配置された。トレント級は操舵艦橋を基部として頂上部に測距儀を載せ、中部に戦闘艦橋を持つた前部三脚檣が立っていたが、公試中に三脚檣の振動を押さえられなかったために前部に二脚を足して五脚檣となった経緯を持つ。このデザインは「ザラ級」まで受け継がれた。
艦橋の背後には2本煙突が立つが機関のシフト配置のために前後が離されており、その間は艦載艇置き場となっており、2番煙突前方に配置された後部三脚檣の基部に付いたクレーン1基により運用された。舷側甲板上には高角砲を防盾付きの連装砲架で片舷4基ずつ計8基配置していた。2番煙突後方の後部甲板上に後ろ向きに3･4番主砲塔が背負い式に2基配置した。艦尾水面下には中央に大型の一枚舵を挟むように片舷2軸ずつ計4軸にスクリュープロペラが付いていた。
アルゼンチン海軍がイタリアに発注したベインティシンコ・デ・マヨ級重巡洋艦（ベインティシンコ・デ・マヨ、アルミランテ・ブラウン）は、トレント級重巡の簡易輸出仕様というべき艦型であった。独自の武装を採用したほか、機関部の出力を減じて2軸推進になっている。
イタリア王国の次級（ザラ級重巡洋艦、1928／1929～30／1931年）は、速力を忍び、魚雷兵装を全廃、防御力を強化している。
その次級のボルツァーノはトレント級とザラ級の改良型であり、魚雷兵装を復活させ、速力重視に戻った。

## 武装

### 主砲

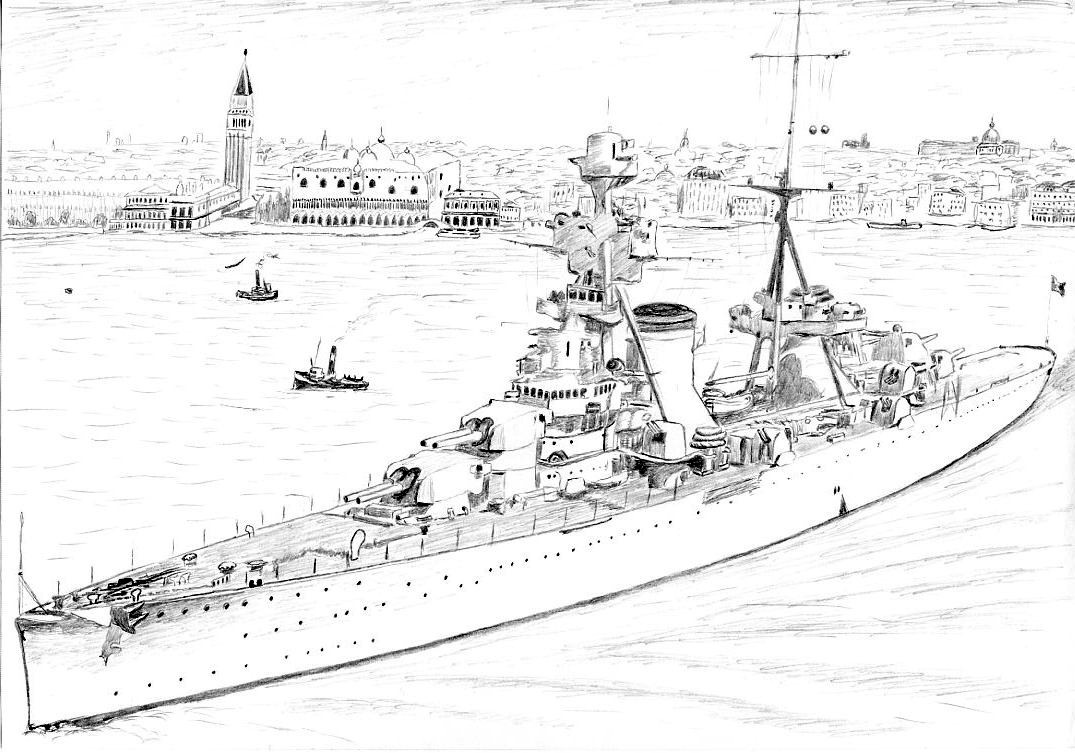
トレントを描いたイラスト。

トレント級の主砲は国産のModels 1924 20.3cm（50口径）砲を採用した。この砲は、重量118kgの砲弾を使用した場合仰角45度での射程が28,000mとなる。この砲をイタリア海軍の重巡洋艦では初の連装式の砲塔に収めたが、列強の同種艦と異なり、イタリア海軍の条約型重巡洋艦は最後まで左右の砲身を同一の砲架に据えつける形式を採用した。これは、砲身の間を狭める事により砲塔の小型化と機構の簡略化を狙った物であるが、代償として斉射時に左右の砲弾の衝撃波が相互に干渉しあって散布界が広がる弱点があり、イタリア巡洋艦のウィークポイントとなった。砲塔の旋回は首尾線方向を0度として左右150度で、俯仰角度は仰角45度・俯角1.5度で発射速度は毎分1.5～3.4発である。

### 高角砲・機銃・水雷兵装
トレント級は多種類の武装を装備している。
高角砲は1927年10cm（47口径）高角砲を採用した。この砲は設計年次が古く、原型は第一次世界大戦前にシュコダ社でオーストリア＝ハンガリー帝国海軍向けに製造されたK11型 10cm（47口径）砲であり、戦利艦に搭載されていたこの砲を複製し、砲架を改めて平射砲から高角砲に転用したものである。原型が平射砲であったため砲耳の位置が低く、そのままでは高仰角時の装填操作が困難となることから、転用にあたり採用された高角砲架は仰角が大きくなるとそれに応じて砲耳の高さが高くなる機構を有していた。性能は、13.8kgの砲弾を使用した場合仰角45度で射程15,240m、最大仰角85度で射高10,000mであった。旋回と俯仰は電動と人力で行われ、360度旋回でき、俯仰は仰角85度～俯角5度であった。発射速度は毎分8～10発だった。これを連装砲架で8基16門を搭載した。砲架の機構が特殊なため俯仰操作が重く、実際に高角砲として使用するには目標追随能力が十分でなかったとされる。イタリア海軍の艦艇ではトレント級が最初の搭載艦となった。
他に、高角砲を補うためにModels 1917 4cm（39口径）機関砲を採用した。これは第一次世界大戦前にイギリスのヴィッカーズ社よりライセンス生産されたものでイギリス海軍では「ポンポン砲」として第二次世界大戦時も使用している砲である。この機関砲を単装砲架で4基を搭載した。
近接対空用にはModel 1931 13.2mm（75.7口径）機銃を採用した。その性能は0.051kgの機銃弾を仰角45度で6,000m、仰角85度で2,000mの高さまで届かせることが出来た。俯仰能力は仰角85度・俯角11度である。旋回角度は360度の旋回角度を持っていたが、上部構造物に射界を制限された。砲架の俯仰・砲塔の旋回・砲弾の揚弾・装填は主に電力で行われ、補助に人力を必要とした。発射速度は毎分500発である。この機銃を連装砲架で4基を搭載した。
水雷兵装は連装53.3cm魚雷発射管が舷側に固定式で4基搭載されている。
1937年の改装により、10cm高角砲、12.7mm機銃及び40mm機関砲のそれぞれ一部を撤去し、代わりに37mm機関砲8門と13.2mm機銃8挺を搭載した。

## 艦歴
第二次世界大戦勃発後の1940年（昭和15年）6月10日、イタリア王国の参戦により地中海戦線が形成された。地中海攻防戦において、本級と準同型艦合計3隻（トレント、トリエステ、ボルツァーノ）は連合国海軍との間で生起した多数の海戦に参加している。1941年（昭和16年）3月下旬のマタパン岬沖海戦でザラ級重巡3隻（ザラ、フィウメ、ポーラ）が沈没すると、生き残ったザラ級重巡ゴリツィア (Incrociatore pesante Gorizia) も本級と行動を共にするようになった。トレントはヴィガラス作戦の阻止行動中の1942年（昭和17年）6月15日にマルタ島からの空襲により被雷、同日イギリス潜水艦アンブラ (HMS Umbra，P35) により再度魚雷攻撃を受けイオニア海で沈没した。半数以上の乗員が死亡したが、その一部は護衛に当たった艦が投じた爆雷による物と見られている。
トリエステは、1941年（昭和16年）11月21日夜にイギリス潜水艦アトモスト (HMS Utmost) の雷撃により大破した。トリエステはメッシーナで修理に従事した。だが、1943年（昭和18年）4月10日にラ・マッダレーナ港にてアメリカ陸軍のB-24爆撃機により数発の爆弾を受けた後、沈没した。スペインに航空母艦への改装のため売却する計画もあったが、実行に移されることはなく解体された。

## 同型艦
| 艦名                  | 起工          | 進水           | 就役           | 戦没          |
| --------------------- | ------------- | -------------- | -------------- | ------------- |
| トレント（Trento）    | 1925年2月8日  | 1927年10月4日  | 1929年4月3日   | 1942年6月15日 |
| トリエステ（Trieste） | 1925年6月22日 | 1926年10月24日 | 1928年12月21日 | 1943年4月10日 |